# Сарыкамыс (Атырауская область)
Сарыкамыс (каз. Сарықамыс) — упразднённый посёлок в Жылыойском районе Атырауской области Казахстана.
Посёлок Сарыкамыс располагался в санитарно-защитной зоне Тенгизского нефтяного месторождения. В связи с превышением предельно допустимых концентраций вредных веществ в атмосферном воздухе и повышенной заболеваемостью население посёлка согласно постановлению Правительства Республики Казахстан от 2002 года было переселено в город Атырау и посёлок Жана Каратон. Официально посёлок был упразднён в 2007 году.

## Население
| Численность населения | Численность населения | Численность населения | Численность населения |
| 1979                  | 1989                  | 1991                  | 1999                  |
| --------------------- | --------------------- | --------------------- | --------------------- |
| 3728                  | ↗4089                 | ↗4300                 | ↘3349                 |